# Resolution (Schiff, 1771)
Die Resolution war das Segelschiff des Seefahrers und Entdeckers James Cook, welches dieser bei seiner zweiten und dritten Forschungsreise benutzte.

## Geschichte

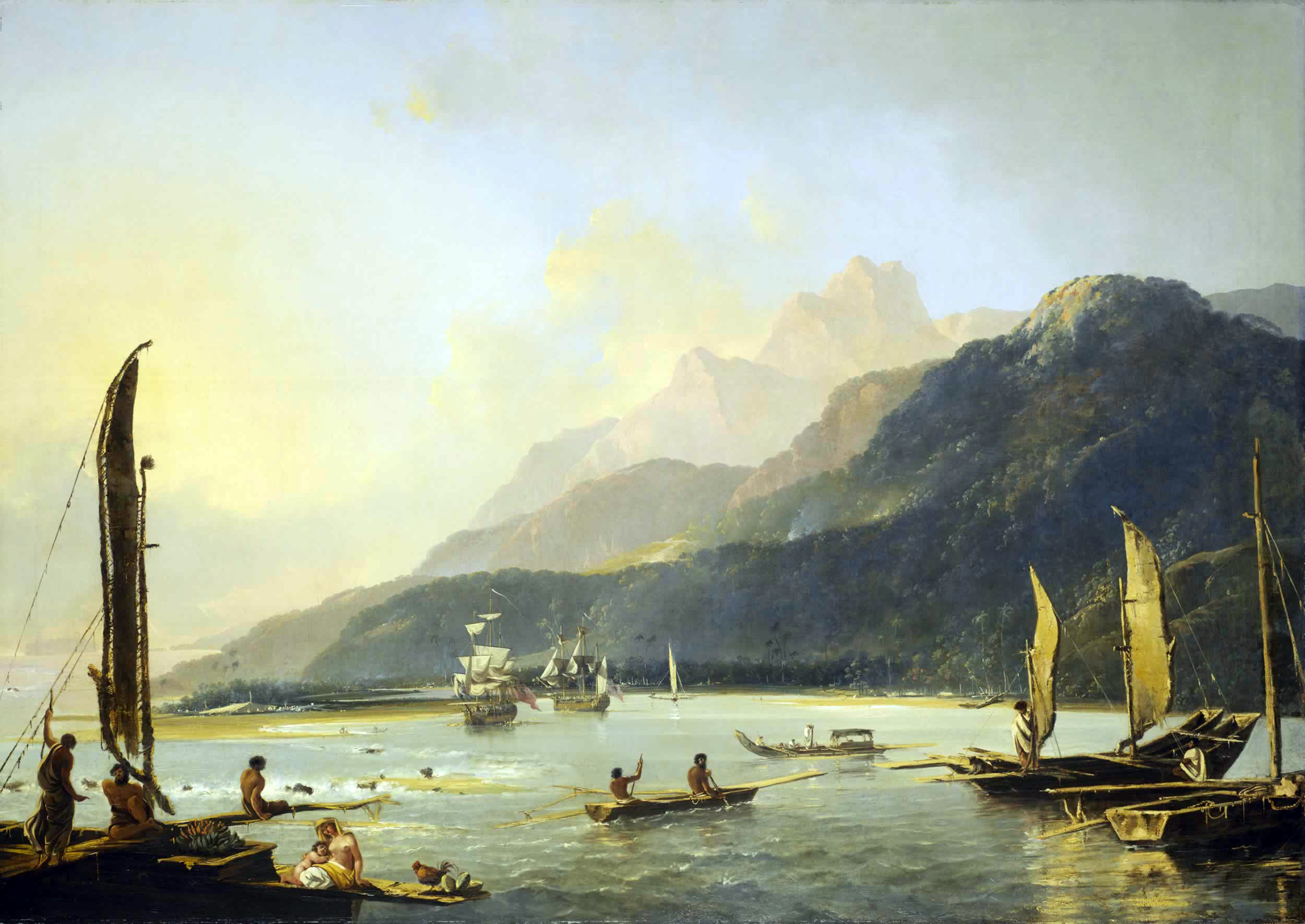
Die Resolution und Adventure in der Matavai Bay

Das Schiff war die 14 Monate alte Bark Marquis of Granby, 462 tons Fassungsvermögen, 34 m lang, fast 11 m breit und mit 4 m Tiefgang, Kohlenschiff aus Whitby, wie schon Cooks allererste Schiffe und dann auch die Endeavour, mit der er die erste Pazifikreise absolviert hatte. Die britische Marine zahlte 4.151 Pfund für das Schiff, der Ausbau kostete weitere 6.565. Cook hatte während beider Reisen 112 Mann an Bord.
Joseph Banks, Naturforscher bei Cooks erster Forschungsreise, wollte wieder mitsegeln und ließ Ausbauten vornehmen, die nach einer Probefahrt wegen Beeinträchtigung der Seetüchtigkeit entfernt werden mussten. Verärgert zog Banks sich zwei Monate vor der Abreise von dem Projekt zurück.
Die Marquis of Granby wurde zweimal umgetauft: Zunächst auf den Namen Drake, und erst nach einem Monat besann man sich, dass in spanischen Gewässern der Name zum Nachteil der Expedition als Provokation verstanden werden könnte, und taufte das Schiff Resolution (Entschlossenheit).
Cook stach für seine zweite Südseereise am 13. Juli 1772 von Plymouth aus zusammen mit dem Begleitschiff Adventure in See und kehrte nach 3 Jahren, 18 Tagen und mehr als 120.000 Kilometern am 30. Juli 1775 nach England zurück.
Ein Jahr später brach Cook zu seiner letzten Reise auf, die für ihn 1779 auf Hawaiʻi tödlich endete. Leutnant Charles Clerke, vorher Kommandant der Discovery, des Begleitschiffes von Cooks dritter Forschungsreise, übernahm dann die Leitung der Expedition und das Kommando über die Resolution. Er verstarb jedoch unterwegs. Ihm folgte Leutnant John Gore als Kommandant. Praktischer Schiffsführer während der Reise nach Cooks Tod war aber Navigator William Bligh, der später als Kommandant der Bounty bekannt wurde.
In den Folgejahren war die Resolution als Transportschiff auf der Ost-Indien-Route unterwegs, wo sie am 9. Juni 1782 von dem französischen Admiral Pierre André de Suffren erbeutet wurde. Danach wird der Verbleib des Schiffes schwerer nachvollziehbar. Allerdings ist überliefert, dass der britische Konsul in Alexandria dem hawaiischen König David Kalākaua während seiner Weltreise 1881 ein im Hafen liegendes Schiff als Cooks Resolution zeigte.
Das Schiff ist seit 2009 Namensgeber für das Resolution Head, eine Landspitze Südgeorgiens im Südatlantik.